# Désiré Charnay
Claude-Joseph Le Désiré Charnay (Fleurie, 2 maggio 1828 – Parigi, 24 ottobre 1915) è stato un esploratore, archeologo e fotografo francese.

## Biografia
La sua notorietà è legata alle esplorazioni effettuate in Messico ed in America Centrale ed in particolare all'uso pionieristico della fotografia per la documentazione delle sue scoperte.
Nel 1850 lascia la Francia per stabilirsi a New Orleans, in Louisiana, dove vive impartendo lezioni di francese. 

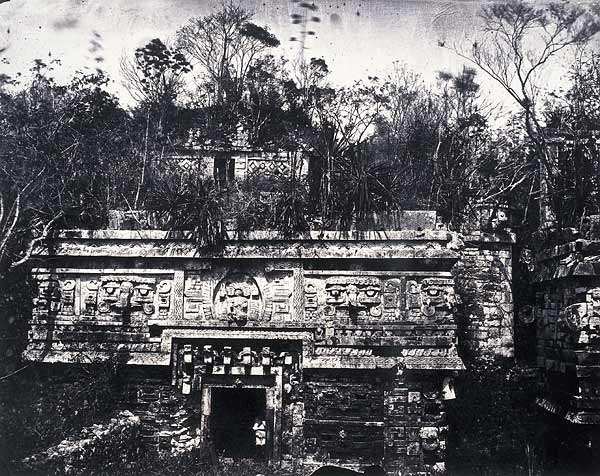
Palazzo des Las Monjas
Chichén Itzá (1859-1860)

Influenzato dalla pubblicazione delle esplorazioni di John Lloyd Stephens e Frederick Catherwood, nel 1857 parte per il Messico, con una spedizione finanziata dal Ministero dell'Educazione francese, per esplorare le rovine delle antiche civiltà precolombiane. A lui si devono le prime fotografie dei siti di Mitla, Izamal e Chichén Itzá, pubblicate nel 1862 nell'album fotografico Cités et ruines américaines, che gli fruttano la notorietà.
Nel 1863 partecipa ad una spedizione coloniale francese in Madagascar, pubblicando reportage fotografici; in seguito realizza altre spedizioni in Cile e Argentina (1875), a Giava e in Australia (1878).
Tra il 1880 e il 1882 realizza un secondo viaggio in Messico, per la esplorazione dei vulcani Popocatépetl e Iztaccíhuatl.